# Cemenelum
Cemenelum és una ciutat galoromana que va créixer a partir del segle IV i de la qual resten vestigis importants hui al barri de Cimiez, a Niça (Provença, estat francés).

## Història
Durant la conquesta romana de l'actual Provença entre el 122 i el 118 abans de la nostra era, els romans es van establir a distància del port grec de Nikaïa. Primer s'hi establiren militarment, després administrativament, en un turó, a l'actual districte de Cimiez, no massa lluny de l'oppidum dels vediantians, una tribu lígur. La seua ciutat s'anomenà Cemenelum i apareix sota aquest nom a la Taula de Peutinger.  No està integrada a la Gàl·lia Narbonesa sinó que esdevindrà la capital de la província romana dels Alps Marítims. Hi passa una important via romana, la Júlia Augusta, que ve de La Túrbia. La ciutat contenia un amfiteatre i tres banys termals. Aquestes instal·lacions fan pensar que devia tenir almenys 10.000 habitants, i l'amfiteatre podia acollir fins a 5.000 espectadors.
La ciutat tenia flamens i seviri augustales que honoraven el culte imperial i el de Mars cemenelus. Tenia moltes corporacions. Un estudi sobre esteles funeràries militars mostrà que Cemenelum enviava molts soldats a l'exèrcit romà, i després anà disminuint. Es creu que Cemenelum tenia una guarnició d'entre 1.000 i 1.500 soldats, o de dues a tres cohorts. Aquesta pot ser siga la Cohors Ligurum esmentada per Tàcit.
Amb l'expansió de la conquesta romana cap al nord, Cemenelum va perdre la condició de capital en benefici de la ciutat gal·loromana d'Ambrun. Després de la cristianització del segle IV, i malgrat les invasions bàrbares, Cemenelum va continuar existint, com ho demostra la substitució al segle V de les termes per cases; les reocupacions arriben al segle VII i fins i tot al VIII. Hi hagué un bisbat breu a Cimiez , al segle v, del qual resten les ruïnes del grup episcopal de les termes romanes occidentals.

## Restes antigues
L'antiga ciutat de Cemenelum hui és pràcticament sota les vil·les i edificis del districte de Cimiez de Niça. No és estrany que durant els moviments de terres descobriren rastres d'ocupació antiga.
Encara en són visibles restes notables, com ara, el circ de Cimiez i, accessibles des del Museu Arqueològic de Niça-Cimiez, les tres termes romanes de Cimiez.
A les termes, encara es pot veure la via romana d'est-oest que va ser el decumanus de Cemenelum. Aquest camí és uns dos metres per sota del nivell del sòl actual. A banda i banda de la carretera, hi ha restes de botigues de comerciants amb solcs tallats a la pedra del llindar per als panells de tancament. Sota el decumanus passava un albelló (cloaca).
A la rodalia del barri de Cimiez també hi ha trams de l'antiga via romana, la Via Júlia Augusta, que passava per La Túrbia, després per La Ternitat i travessava Cemenelum per dirigir-se cap a l'oest cap a Arle i Narbona.

## Excavacions
Les excavacions realitzades al jaciment de Cemenelum van permetre trobar restes que es conserven en el Museu Arqueològic de Niça-Cimiez, en particular una estàtua d'Antònia Major, mare de l'emperador Claudi. També s'hi desenterrà una base d'estàtua dedicada a l'emperadriu Cornèlia Salonina, identificada per la inscripció. També hi havia monedes la datació de les quals ha permès destacar una important activitat de les termes de Cemenelum als segles III i IV, i un notable baptisteri paleocristià.

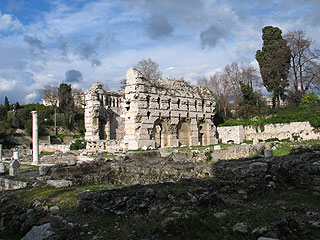
Les ruïnes de les termes
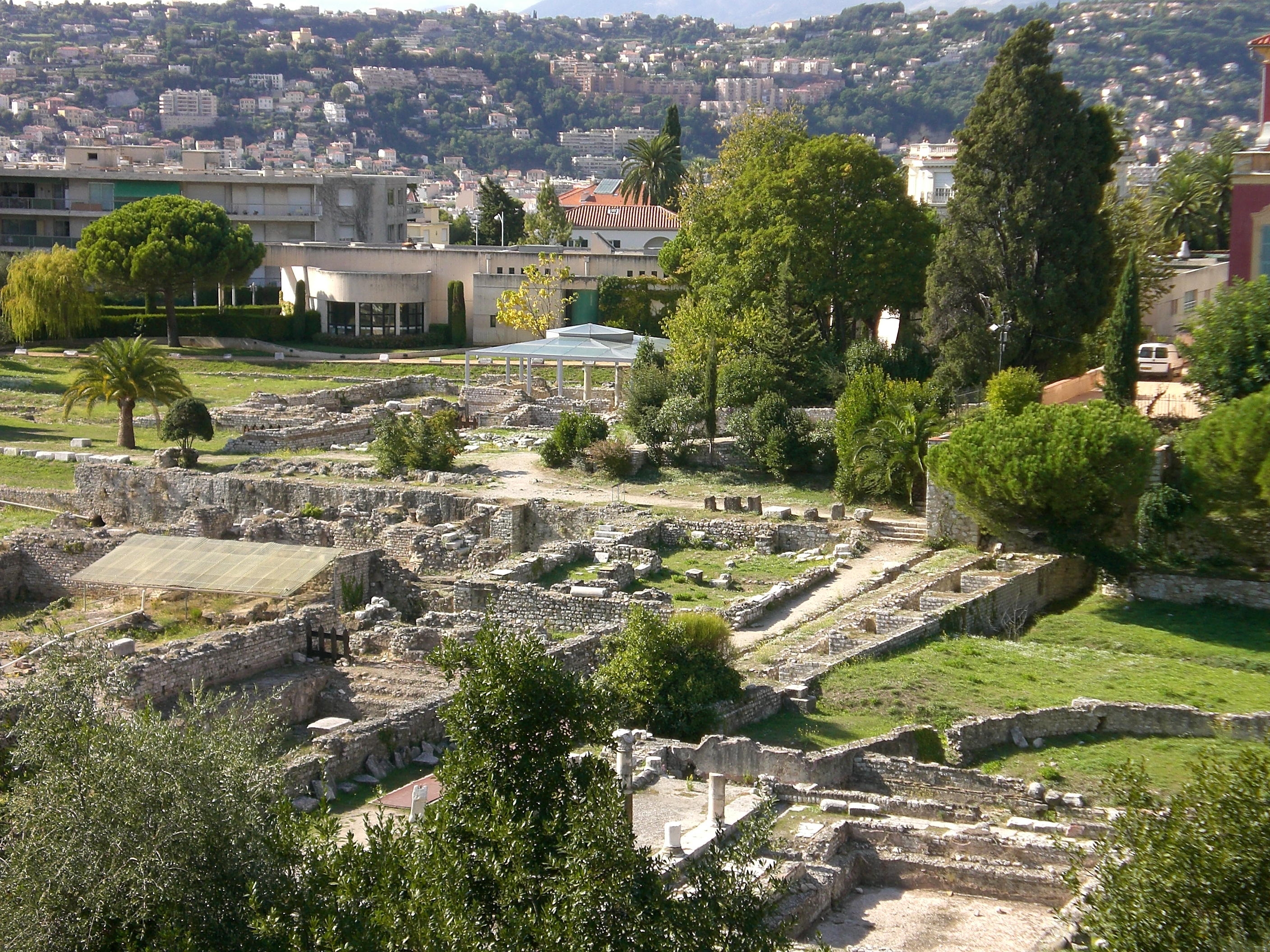
Decumanus de Cemenelum